# Neuendorf B
Neuendorf B ist ein Ortsteil der Gemeinde Spantekow im Landkreis Vorpommern-Greifswald, Mecklenburg-Vorpommern. Bis Jahresende 2011 war Neuendorf B eine eigenständige Gemeinde mit den Ortsteilen Janow und Neuendorf B.

## Geografie und Verkehr
Neuendorf B liegt an der vorpommerschen Bundesstraße 199. Die Stadt Anklam liegt etwa 30 km nordöstlich. Die Bundesautobahn 20 ist über den Anschluss Anklam (etwa drei Kilometer) zu erreichen.

## Geschichte
Neuendorf B wurde erstmals 1441 als Nyendorf urkundlich genannt. Es ist eine frühdeutsche Gründung als neues Dorf während der Ostexpansion. Mit dem Zusatz B wurde es 1779 versehen, dann aber hieß es Neuendorf bei Janow und erst ab 1957 Neuendorf B.
Neuendorf B ist ein Straßenangerdorf mit der Kirche im Zentrum, die von einem ummauerten Kirchhof umgeben ist. Westlich des Ortes war eine Bockwindmühle bereits vor 1880 lt. MTB vorhanden.
Am 1. Januar 2012 wurde Neuendorf B nach Spantekow eingemeindet.

## Sehenswürdigkeiten
- Feldsteinkirche, aus dem 15. Jahrhundert, im 19. Jahrhundert stark verändert